# 어좌

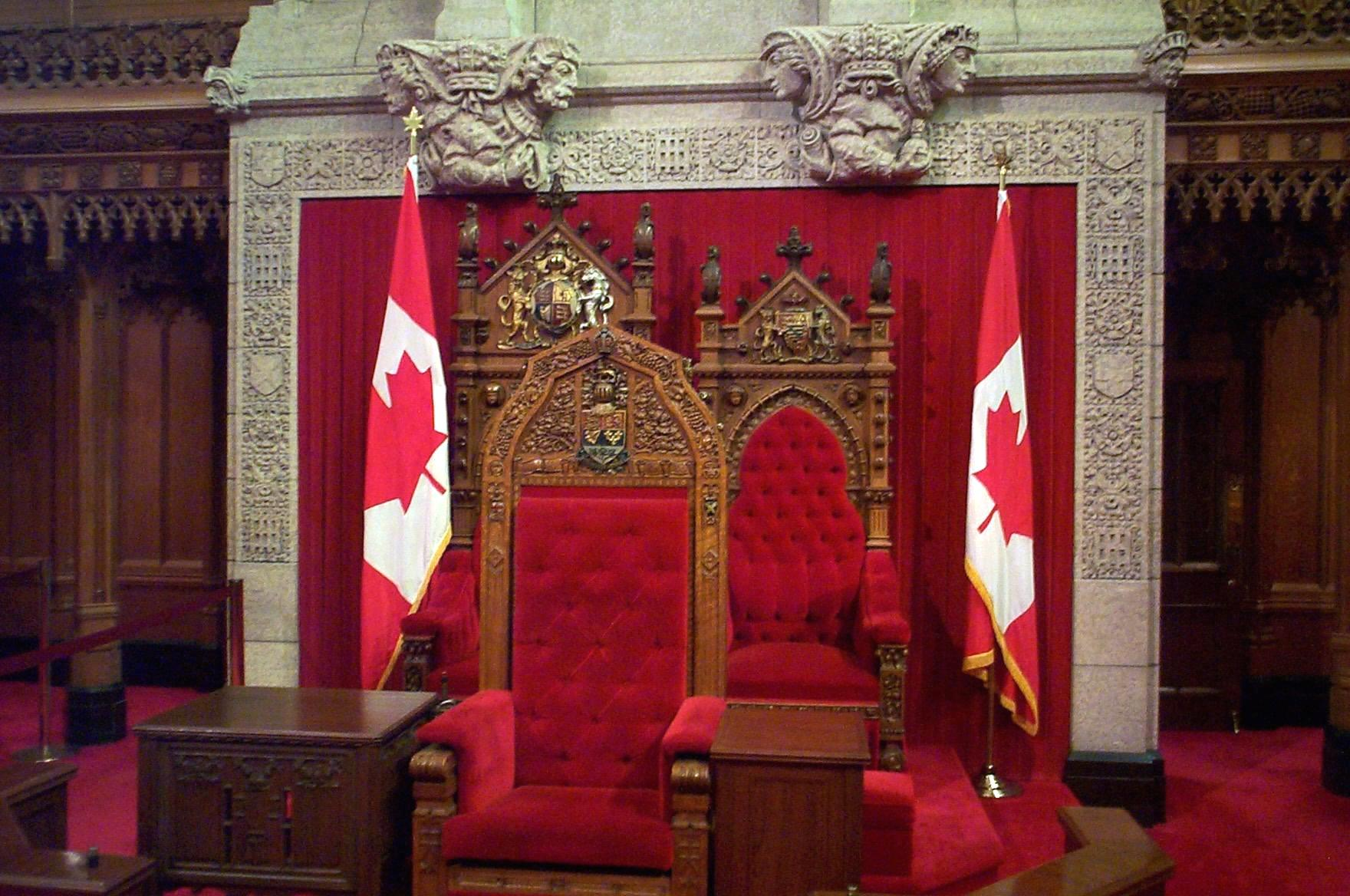
캐나다 상원에 있는 캐나다의 군주 엘리자베스 2세와 에든버러 공작 필립 (후방)의 옥좌. 의회의 개시 때는 통상, 캐나다의 총독과 그 배우자가 옥좌에 앉아 있다. 전방에 있는 의자는 상원의원의 발언자가 사용한다.

어좌(御座)는 군주가 공식으로 앉는 의자를 말한다. 왕좌(王座), 옥좌(玉座), 보좌(寶座), 용평상(龍平床, 줄여서 용상), 용의(龍椅)라고 부르기도 한다. 이 용어에 상응하는 영어 낱말 스론(throne)은 의식 때 교황, 주교가 앉는 자리를 의미하기도 한다. 현재 경복궁의 근정전, 사정전에 있고, 창덕궁, 인정전, 선정전, 창경궁, 명정전, 문정전에 있다.

## 같이 보기
- 개원연설